# フルスピード (映画)
『フルスピード』（仏: À toute vitesse, 英: Full Speed）は、1996年に製作されたフランスの映画。
日本では、1998年5月8日に第7回東京国際レズビアン&ゲイ映画祭で上映された。
洋画★シネフィル・イマジカでは『フル・スピードの青春』というタイトルで放映された。

## キャスト
- ジミー：ステファーヌ・リドー
- ジュリー：エロディ・ブシェーズ
- クァンタン：パスカル・セルヴォ（フランス語版）
- サミール：メジアン・バルダーギ